# Ischnodora munda
Ischnodora munda är en skalbaggsart som beskrevs av Holzschuh 1990. Ischnodora munda ingår i släktet Ischnodora och familjen långhorningar. Inga underarter finns listade i Catalogue of Life.